# Длинноухие прыгунчики
Длинноухие прыгунчики (лат. Elephantulus) — род млекопитающих семейства прыгунчиковых (Macroscelididae).

## Внешний вид и строение
Это мелкие животные с большой головой, хоботообразным вытянутым носом, тонкими конечностями, длинным хвостом и задними ногами гораздо длиннее передних. Быстро бегают и отлично прыгают. Шерсть мягкая, ее цвет варьирует от серого до красновато-коричневого на спине, брюшная сторона, как правило, светлее — от беловатого до светло-серого. Внутри каждого вида, окраска отчасти зависит от окружающей почвы. У большинства видов хвост также значительно темнее сверху.
Длина тела без хвоста от 20,2—22,8 см у мелких видов, таких как Elephantulus brachyrhynchus до 23,9—29,2 см у крупных видов, таких как Elephantulus rupestris. Хвост обычно относительно длинный и достигает 67—130 % от длины тела. Вес от 35 до 70 г, половой диморфизм выражен слабо.

## Распространение
Обитают в северной, восточной и центральной Африке. В основном адаптированы к аридным ландшафтам и встречаются в полупустыне, саванне и зарослях кустарников.

## Поведение
Питаются в основном насекомыми и лишь в малой степени растительностью. Моногамны, образуют пары на всю жизнь. Самки обычно приносят одного-двух детёнышей.

## Виды
В род включают 8 видов:
- Elephantulus brachyrhynchus — Коротконосый прыгунчик
- Elephantulus edwardii — Прыгунчик Эдварда
- Elephantulus fuscipes — Тёмный прыгунчик, или темнолапый прыгунчик[4]
- Elephantulus fuscus — Замбезийский прыгунчик, или тёмный прыгунчик[4]
- Elephantulus intufi — Кустарниковый прыгунчик
- Elephantulus myurus — Голохвостый прыгунчик, или восточный скалистый прыгунчик[4]
- Elephantulus rufescens — Рыжий прыгунчик
- Elephantulus rupestri — Скалистый прыгунчик